# João Baptista Verquaim
João Baptista Verquaim foi um administrador colonial português que exerceu o cargo de Governador no antigo território português subordinado à Índia Portuguesa de Timor-Leste entre 1794 e 1800, tendo sido antecedido por Joaquim Xavier de Morais Sarmento e sucedido por José Joaquim de Sousa.